# M85 (Hongarije)
De M85 is een 2x2-strooks autoweg in Hongarije. De weg begint bij de M1 nabij de stad Győr en loopt door tot voorbij de stad Sopron aan de grens met Oostenrijk.
De rondweg van Enese was het eerste deel van de weg die gereed is gekomen in 2011. In juni 2015 is het deel tussen de M1 en Enese en Enese en Csorna geopend voor het verkeer.
De rondweg bij Csorna, tot aan het knooppunt met de M86 werd op 9 september 2015 opgeleverd en geopend. 
In 2016 kwam tussen Csorna en Hegyfalu de verbinding met de M86 gereed, een 2x2-strooks verbinding tussen Győr en Szombathely. In 2015 wordt namelijk ook het wegvak tussen Szeleste en Hegyfalu van de M86 geopend voor het verkeer. In 2018 volgden er nieuwe wegvakken van de M85 en was de weg tot Sopron-oosten geopend en in 2021 tot aan de afrit Sopron-noorden. In 2022 waren 85,5 km van de totale 95 kilometer van deze snelweg opgeleverd. Op 14 december 2024 werd het laatste stuk geopend tot aan de Oostenrijkse grens, waar de weg via de B16 overgaat in de Oostenrijkse A3.

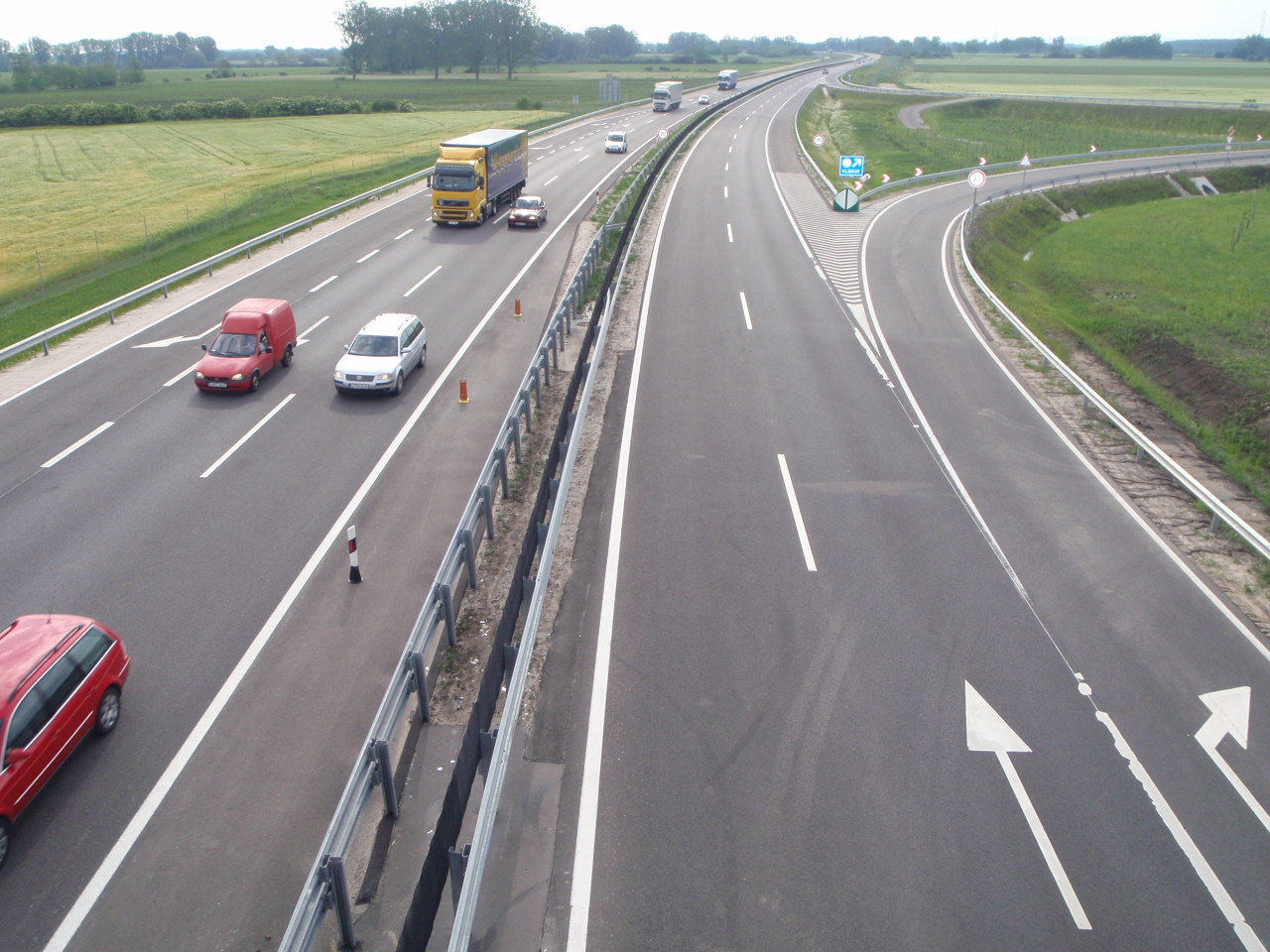
De M85 bij Enese richting Győr
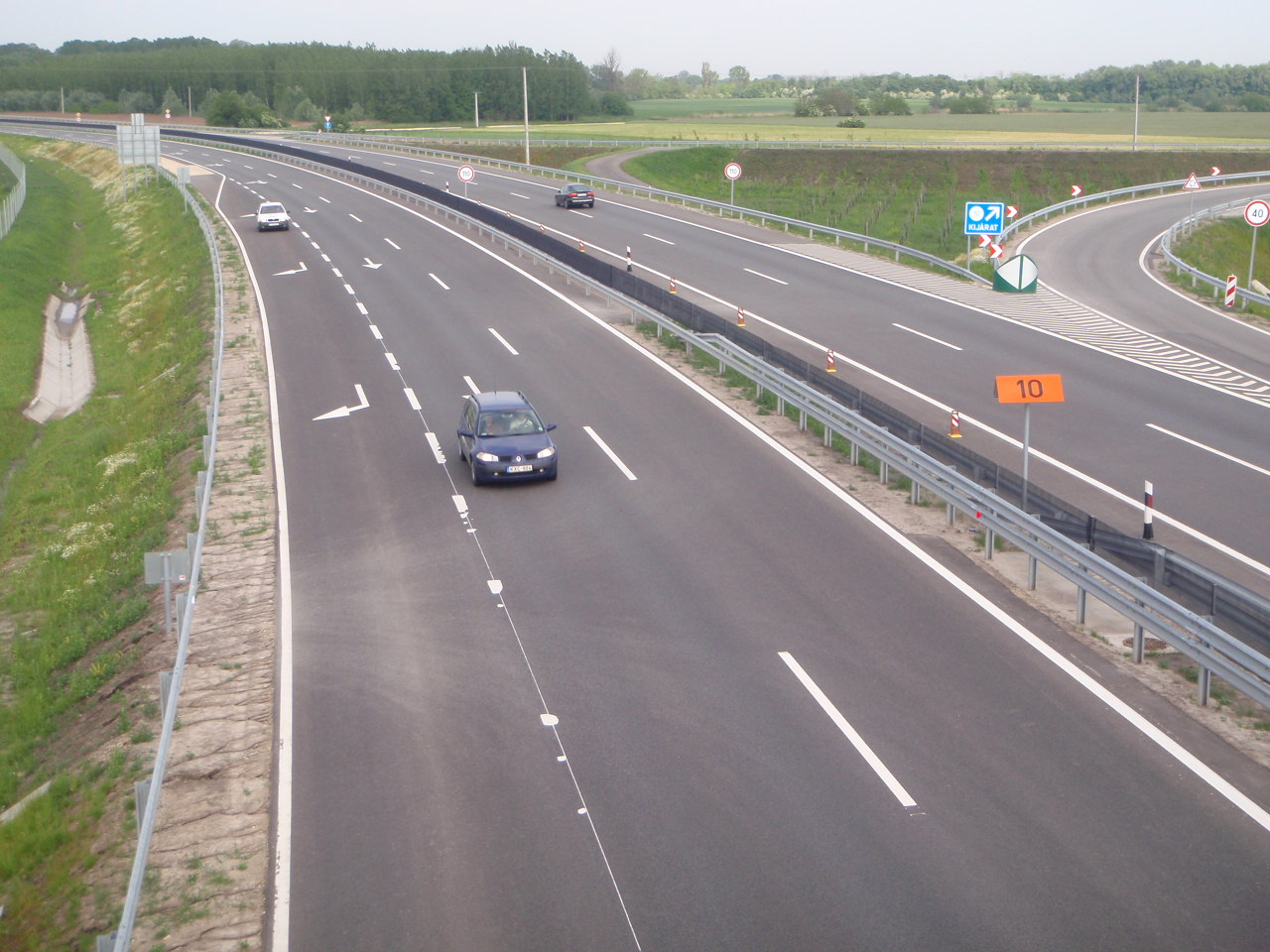
De M85 bij Enese richting Sopron

M0 ·
M1 ·
M2 ·
M3 ·
M4 ·
M5 ·
M6 ·
M7 ·
M8 ·
M9 ·
M15 ·
M19 ·
M25 ·
M30 ·
M31 ·
M35 ·
M43 ·
M44·
M51 ·
M60 ·
M70·
M76·
M80·
M85·
M86